# Sandy Island (Anguilla)
Pour les articles homonymes, voir Sandy Island.
Sandy Island est une île du territoire d'Anguilla dans les Petites Antilles.